# Werkrealschule
Die Werkrealschule ist eine Schulform in Baden-Württemberg, die Schülern mit Hauptschulempfehlung einen Hauptschulabschluss wahlweise nach dem 9. oder 10. Schuljahr ermöglicht bzw. sie bis zum mittleren Bildungsabschluss nach Klasse 10 führt.

## Werkrealschule ‚neuen Typs‘ (ab 2010/11)
Die Werkrealschule neuen Typs wurde in Baden-Württemberg im Schuljahr 2010/2011 als weitere Schule neben Gymnasium, Realschule und Hauptschule eingeführt. Sie führt in einem durchgängigen Bildungsplan bis zur mittleren Reife und ermöglicht einen Hauptschulabschluss nach dem 9. Schuljahr.
Ursprünglich sollten diese Werkrealschulen zweizügig sein; ab dem Schuljahr 2012/13 wurden aber auch einzügige Schulen zugelassen, wenn sie mindestens 16 Schüler in Klasse 10 aufweisen konnten oder mit einer entsprechenden benachbarten Schule kooperierten.
Am Ende der 7. Klasse der Hauptschule bestimmen die Schüler ein Wahlpflichtfach, das in der 8. und 9. Klasse besucht wird. Die Schüler können sich zwischen den drei Profilfächern Natur und Technik (NuT), Wirtschaft und Informationstechnik (WuI) sowie Gesundheit und Soziales (GuS) entscheiden. In Klasse 10 wird eng mit dem ersten Jahr der zweijährigen Berufsfachschule kooperiert, an zwei Unterrichtstagen pro Woche wird diese besucht.
Neben den Wahlpflichtfächern mit jeweils 2 Wochenstunden besuchen die Schüler: Mathematik (5), Deutsch (5), Englisch (5), Materie-Natur-Technik (MNT-4), Welt-Zeit-Gesellschaft (WZG-5), Musik-Sport-Gestalten (MSG-5), Religionslehre (2), Wirtschaft-Arbeit-Gesundheit (WAG-3). Die Anzahl der Unterrichtsstunden pro Woche kann variieren, da Schulcurricula entwickelt werden.

## Übergang nach Klasse 10
Seit 2013 können alle Schüler – ohne Notenhürde – nach Klasse 10 wechseln. Sie nehmen jedoch verpflichtend an der dezentralen mündlichen Sprachprüfung Englisch und an einer themenorientierten Projektprüfung in Klasse 9 teil. Weiterhin werden die Prüfungen zum Hauptschulabschluss in den Fächern Deutsch, Mathematik und Englisch geschrieben. Die Noten in Deutsch, Englisch und Mathematik werden wie eine Klassenarbeit gewertet, falls sich die Schüler (bzw. deren Erziehungsberechtigte) vor der Prüfung entschieden haben, in Klasse 10 die Hauptschulabschlussprüfung oder die Realschulprüfung abzulegen. Schüler, die in Klasse 10 die Realschulabschlussprüfung ablegen wollen, können in Klasse 9 trotzdem die Hauptschulabschlussprüfung absolvieren – können diese Abschlussprüfung jedoch in Klasse 10 nicht nochmals ablegen.
Ab dem Schuljahr 2025/26 entfällt der Werkrealschulabschluss, aufgrund mangelnder Nachfrage, ersatzlos. Schüler, die im Schuljahr 2024/25 die 5. Klasse der Werkrealschule besuchen, können ihre Prüfung in Klassenstufe 10 wie gewohnt ablegen. Bestehende Werkrealschulen haben die Möglichkeit, sich mit Realschulen zusammenzuschließen, zu Gemeinschafts- oder Realschulen zu werden oder eine Werkrealschule zu bleiben und nur noch den Hauptschulabschluss anzubieten.

## Werkrealschule ‚alten Typs‘ (ab 1994/95)
Vor dem Schuljahr 2010/2011 wurden als Werkrealschule diejenigen Hauptschulen bezeichnet, in denen ab der 8. Klasse die Wahlpflichtfächer und ein 10. Schuljahr für besonders begabte Hauptschüler angeboten wurden. Für die Teilnahme am Zusatzunterricht in Klasse 8 und 9 und später am 10. Schuljahr galten jeweils Mindestanforderungen an die erbrachten Noten, die strenger sind als heute.